# Best-Friends
The Best-Friends Model (model najlepszego przyjaciela) – amerykańska koncepcja zindywidualizowanego zajmowania się podopiecznym cierpiącym na demencję, w tym na chorobę Alzheimera.

## Historia
Metoda powstała w latach 80. XX wieku w kręgach związanych z pracownikami Alzheimer’s Disease Research Center (Uniwersytet Kentucky) i lokalnego stowarzyszenia alzheimerowskiego funkcjonującego w Lexington. Początkowo wdrażana była tylko w dziennych domach pobytu dla seniorów, a z czasem została tak rozwinięta, że stosuje się ją na wszystkich płaszczyznach profesjonalnej pomocy i wolontariatu adresowanego dla osób z demencją.

## Charakterystyka
W koncepcji na drugi plan schodzą zagadnienia związane z podziałem na poszczególne stadia otępienia, a na front wysuwa się określenie aktualnej formy seniora i ustalenie spektrum kompetencji, którymi on jeszcze dysponuje, i które mogą mu posłużyć w codziennym funkcjonowaniu. Według autorów systemu sztywne klasyfikowanie seniorów do określonych stadiów demencji może wpływać na nich negatywnie, poprzez szkodliwe ujednolicenie i zubożenie oferty. W centrum winna się zatem znaleźć indywidualnie traktowana osoba seniora, a nie jego zaburzenia zdrowotne. 
Model obejmuje zarówno tradycyjne metody pracy pomocowej, jak również zmodyfikowane działania z zakresu pielęgniarstwa, opieki i terapii. Nowatorskim elementem jest natomiast rozłożenie akcentów, jakie nadaje się poszczególnym z tych działań. Według Agnieszki Smrokowskiej-Reichmann Best-Friends jest raczej całościową kulturą obchodzenia się z seniorem demencyjnym niż pojedynczą techniką interakcji i komunikacji z nim.
Podczas oszacowywania stanu seniora za najważniejsze uważa się takie aspekty, jak: określenie kompetencji poznawczych, stwierdzenie stanu fizycznego, stwierdzenie przyczyn występowania innych niepełnosprawności i możliwości ich kompensowania, zrozumienie zmian osobowościowych, określenie tych czynników, które dana osoba najbardziej lubi i reaguje na nie wyjątkowo dobrze, zrozumienie kim jest osoba seniora i stałe sprawdzanie jego samopoczucia. Celem nadrzędnym tych działań jest zrozumienie z kim mamy do czynienia i jakimi możliwościami aktualnie dysponuje dany senior, co ma potem wpływ na zaproponowaną mu ofertę rozwojową (aktywności, zajęcia, itp.). Konsekwentnie i profesjonalnie stosowany system wpływa na zwiększenie możliwości osób z demencją (częstokroć znacznie powyżej standardu diagnostycznego), stwarza przyjazną atmosferę w instytucjach opiekuńczych, zwiększa chęci seniorów do uczestnictwa w aktywnościach, a także wzbogaca relacje pomiędzy osobami starszymi, a ich opiekunami.
W warstwie technicznej koncepcja zakłada, że jedna lub dwie osoby przejmują całość działań pielęgnacyjno-opiekuńczych i terapeutycznych nad niedużą grupą podopiecznych. Oprócz tego każdy opiekun jest "najlepszym przyjacielem" dla jednej lub dwóch osób ze swojej grupy. Osobami tymi zajmuje się indywidualnie, co najmniej godzinę w tygodniu. W relacjach dominuje poszanowanie godności człowieka, spontaniczność, zdrowy rozsądek, humor, cierpliwość, wyrozumiałość, a istotne jest stosowanie strategii uspokajających.

## Krytyka
Negatywnym aspektem modelu może być zalecenie nawiązywania stosunków przyjacielskich ze swoimi podopiecznymi. Więź przyjaźni, jaka występuje w codziennym życiu, nie może być przez pracodawcę nakazana przy użyciu zapisów metody. Profesjonalnie pomagający musi mieć możliwość psychicznego odgrodzenia się od cudzego cierpienia, a w metodzie Best-Friends codziennie narażony jest na postępującą, nieuchronną chorobę osób, z którymi związuje się relacją. Powyższe sprawia, że grozi mu szybkie, znaczące wypalenie zawodowe.